# Makuria

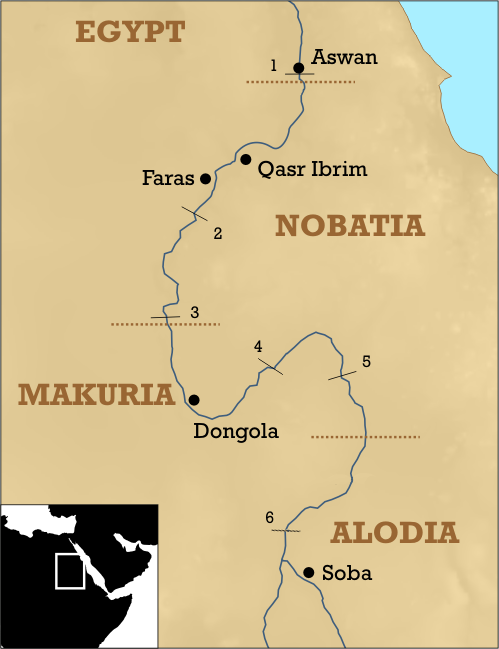
Nubien im Mittelalter

Makuria (im Deutschen auch Makurien) (arabisch مقرة, DMG al-Muqurra; auch al-Mukurra geschrieben) war vom 4. Jahrhundert bis ins 14. Jahrhundert ein christlicher Staat in Nubien, im heutigen nördlichen Sudan.
Nach dem Untergang des meroitischen Reiches scheinen sich drei Nachfolgestaaten (von Norden nach Süden: Nobatia, Makuria und Alwa) entwickelt zu haben, die zunächst noch sehr in der Tradition des meroitischen Reiches standen. Am Ende des 6. Jahrhunderts traten diese Staaten, darunter auch Makuria, zum Christentum über. Für die Zeit um das Jahr 568 berichtet Johannes von Biclaro, dass das Reich christlich geworden sei. 573 gelangte eine Delegation mit Geschenken von Kaiser Justin II. in die Hauptstadt von Makuria und bestätigte die Freundschaft mit dem byzantinischen Reich. Ungefähr in dieser Zeit wurde das Königreich Nobatia mit Makuria vereinigt, ob dies auf friedlichem oder militärischem Wege geschah, ist unbekannt. Das Christentum wurde von Missionaren aus dem byzantinischen Reich nach Nubien gebracht. Das Christentum in Nubien, aber auch der nubische Staat und seine Verwaltung und Kunst sind daher stark von Byzanz beeinflusst.

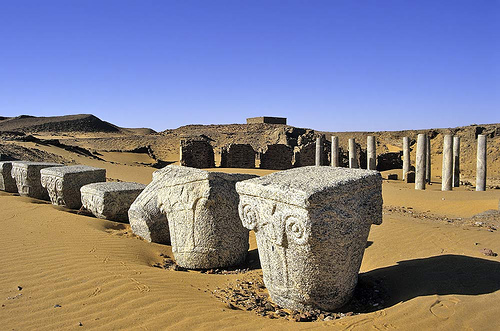
Kirche der Granitsäulen in Alt Dunqula

Hauptstadt von Makuria war Alt Dunqula, ca. 100 km südlich des 3. Nilkataraktes. Die Stadt scheint in meroitischer Zeit keine besondere Rolle gespielt zu haben, wurde aber anscheinend kurz nach dem Untergang des meroitischen Reiches als Festung gegründet und entwickelte sich schnell zu einer Stadt. In christlicher Zeit wird Alt Dunqula von arabischen Schriftstellern als prächtig beschrieben. Ausgrabungen brachten zahlreiche bedeutende Gebäude, darunter viele Kirchen und ein großes Kloster, zu Tage.

## Quellen

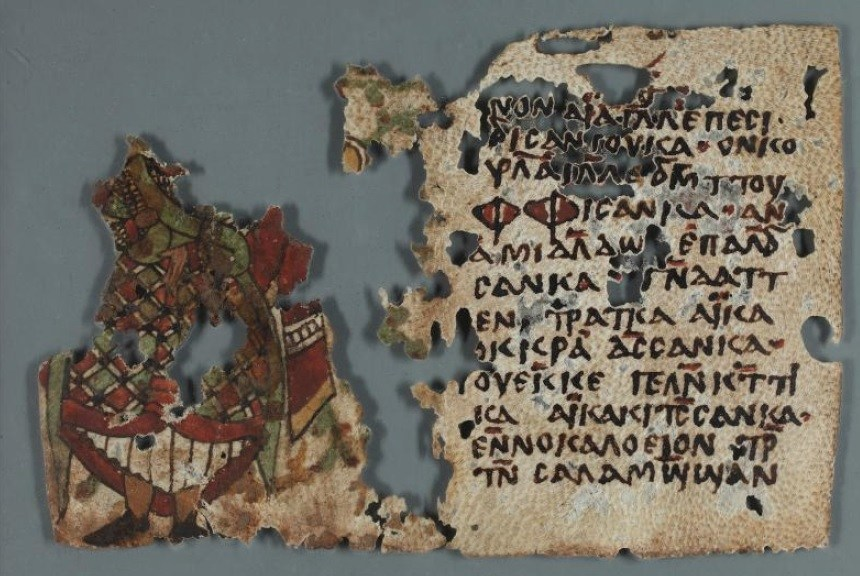
Altnubisches Dokument aus Serra Ost.

## Ausdehnung
Es ist anhand arabischer Schriftsteller und archäologischer Quellen möglich, eine gewisse Vorstellung von der Ausdehnung Makurias zu gewinnen. Demnach war die nördlichste Stadt (nach der Eingliederung des Gebietes von Nobatia, zuvor war die Nordgrenze nahe dem 3. Nilkatarakt) el-Qasr, gerade 8 km südlich von Assuan gelegen. Nilaufwärts lag die Grenze wohl zwischen dem 4. und 5. Nilkatarakt, wo sich dann das Königreich von Alwa anschloss. Die konkrete Ausdehnung nach Osten ist nach wie vor unklar. Westlich des Nils war Makuria aber sicherlich präsent: Der arabische Geschichtsschreiber Ibn Hawqal behauptet, dass Makuria über eine Provinz westlich des (weißen!) Nils mit dem Namen „Al-Jeblien“ gebot, was sich wohl auf Nordkordofan bezieht. Ein Graffito aus Nordkordofan, das einen makurianischen König der 1330er erwähnt, ist ein weiterer Beleg. Kürzlich wurde außerdem ein über 200 km vom Nil entferntes Kloster in Gebel al-Ain beschrieben. In lokalen Traditionen erinnert man sich noch heute daran, dass Kordofan einst eine Provinz des christlichen Königreiches Mubiyya war. Große Teile Kordofans waren noch bis in das 19. Jahrhundert hinein nubischsprachig.

## Geschichte

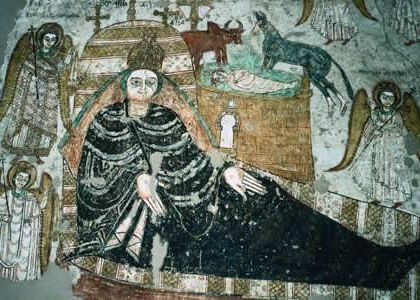
Fresko in der Kathedrale von Faras, die Geburt Jesu Christi zeigend

640 wurde Ägypten von den Arabern erobert. Der byzantinische Statthalter von Ägypten, Aristulis, hatte noch bei den Nubiern und Bedscha um Hilfe gegen die anmarschierenden Araber gebeten, diese aber nicht bekommen. Schon 642 zog eine arabische Truppe von 20.000 Soldaten unter der Führung von ʿAbd Allāh ibn Saʿd ibn Abī Sarh nach Nubien aus, um auch dieses Land zu erobern. Der Verlauf des Feldzuges ist nicht im Detail bekannt, doch konnten die Nubier die Araber schlagen und im Jahr 652 wurde ein Friedensvertrag ausgehandelt. Danach hatten die Nubier jedes Jahr einen Tribut (Baqt) an die Araber zu zahlen:
- 365 Sklaven an den Schatzmeister der Muslime
- 40 Sklaven an den Emir von Ägypten
- 26 weitere Sklaven
- Stoffe, Getreide und andere Naturalien

Damit war die Unabhängigkeit von Makuria sichergestellt, obwohl die meisten der Unstimmigkeiten zwischen den beiden Staaten in den folgenden Jahrhunderten genau auf diesen Tributen beruhten. Es gibt wiederholt Berichte von ägyptischen Feldzügen, die aber immer erfolglos blieben.

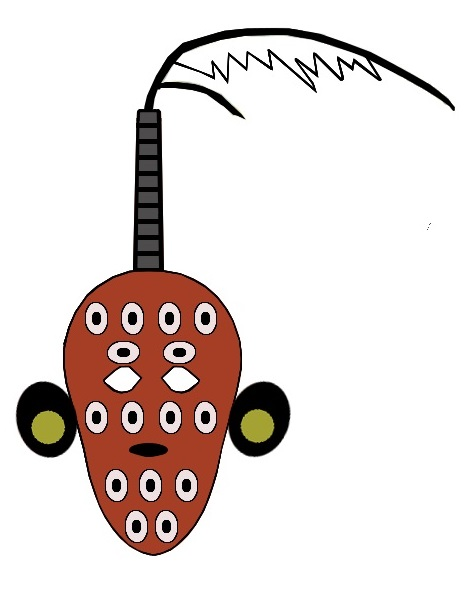
In Makuria verbanden sich byzantinische, koptische, arabische und nicht zuletzt nubisch-afrikanische Kulturelemente. Diese Tanzmaske wird auf einer Malerei aus Dongola dargestellt.

Die folgenden Jahrhunderte können als das Goldene Zeitalter von Makuria bezeichnet werden. Im ganzen Reich wurden große Kirchen errichtet, die meist farbenfroh mit christlichen Szenen ausgemalt worden sind. Es entstanden zahlreiche Klöster und Festungen zur Sicherung des Reiches. Zahlreiche Inschriften belegen, dass ein hoher Anteil der Bevölkerung literat war. Griechisch, Koptisch und Altnubisch (mit einer Variante des Koptischen geschrieben) waren die Schriftsprachen.
Es ist nur relativ wenig zu der Geschichte dieser Periode bekannt. Für das Jahr 748 wird immerhin berichtet, dass König Cyriacus in Ägypten einfiel, da die Ägypter den Patriarchen von Alexandria eingesperrt hatten. Cyriacus forderte dessen Freilassung, und als dies nicht geschah, soll der Herrscher mit einer Armee bis nach Kairo marschiert sein. Der Gefangene wurde freigelassen und die Nubier zogen sich wieder zurück. Ägypten war in dieser Periode teilweise von Bürgerkriegen zerrüttet und große Teile von Oberägypten waren noch christlich, so dass wenig Feindseligkeiten von dieser Seite zu erwarten waren. Ab dem 9. Jahrhundert gibt es aber Berichte von militärischen Reibereien zwischen Makuria und seinem nördlichen Nachbarn. 950 wurden sogar die Oasen geplündert. Aswan war mehrmals das Ziel von Raubzügen.
Erst im 13. und 14. Jahrhundert wurden muslimische Angriffe immer stärker und die Mamluken setzten mehr als einmal einen ihnen genehmen König auf den Thron von Makuria. Diese ständigen Reibereien führten schließlich dazu, dass 1365 die Hauptstadt Alt Dunqula aufgegeben wurde. Daneben mögen die Verschiebung von Handelsrouten und der Schwarze Tod im 14. Jahrhundert eine Rolle gespielt haben. Jedenfalls verschwindet Makuria aus den historischen Quellen, doch scheint es in dem Königreich Dotawo bis um 1500 weitergelebt zu haben.

## Der König
Das Königtum wird vor allem von arabischen Quellen beschrieben. Der König war der uneingeschränkte Herrscher über seinen Untertanen und er war wohl auch der Eigentümer alles Landes. Obwohl alle bekannten Könige Männer sind, wird aus verschiedenen Quellen deutlich, dass die Thronfolge über die weibliche Linie geregelt wurde. Es war immer die Schwester des Königs, deren Sohn Nachfolger wurde. Nur wenn diese keine Söhne hatte, wurden andere Familienmitglieder des Königs oder sogar ganz andere Leute als Nachfolger eingesetzt. Der König trug den Titel Kasil, Kamil oder Kabil. Ein König von Makuria bezeichnet sich sogar als Augustus.
Das Königtum scheint enge Verbindungen zum Königreich von Alwa gehabt zu haben. Es ist mehrmals bezeugt, dass ein König von Makuria auch über Alwa regierte. Es gibt daneben auch Belege, dass die Familien beider Königshäuser durch Heirat verbunden waren.
Die Könige von Makuria trugen Kronen mit einer Tiara und einem Kreuz. Diese Kronen sollen aus Gold gewesen sein und waren nach Wandmalereien reich mit bunten Steinen dekoriert. Einige Herrscher wurden mit einer Art Geldbeutel dargestellt. In anderen afrikanischen Reichen symbolisiert das seine Macht über die Untertanen.

## Verwaltung

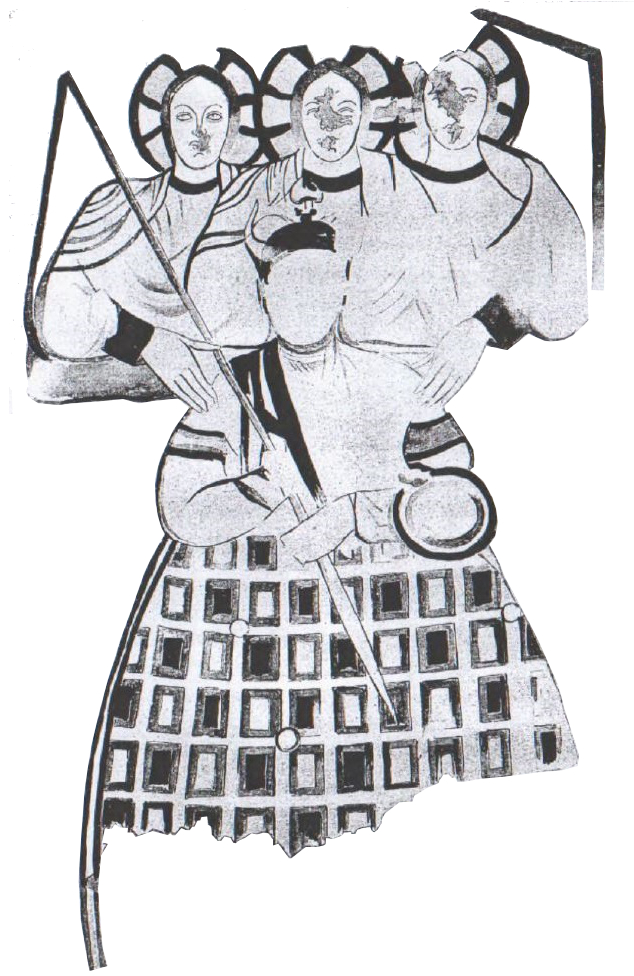
Ein Eparch von Nobatia, beschützt von der heiligen Dreifaltigkeit (Faras).

Es ist relativ wenig zur Verwaltung des Reiches von Makuria bekannt. Aus einigen Quellen scheint hervorzugehen, dass es Vasallenkönige gab. Unter Cyriacus soll es dreizehn von ihnen gegeben haben. Von diesen ist nur wenig bekannt. Von Gebel Adda, einem Berg südlich des 1. Katarakts und Hauptort des Königreichs von Dotawo, gibt es eine kurze Inschrift, die einen König Taanengo nennt, der sonst nicht bekannt ist und ein Vasallenkönig gewesen sein könnte. 
Neben dem König von Makuria finden sich einige hohe Beamte, die die Regierungsgeschäfte führten. Der wichtigste war der Eparch, ein Beamtentitel, der wie auch andere Bezeichnungen aus der byzantinischen Verwaltung übernommen worden ist. Der Eparch war dabei eine Art Vizekönig von Nobatia, scheint sich aber auch um die Angelegenheit, wie den Handel, die die Moslems und Makuria betrafen, gekümmert zu haben. Er hatte seine Residenz in Faras, zeitweise in Qasr Ibrim, aber auch in anderen Orten. Neben dem Eparchen gab es noch weitere wichtige Beamte, deren Funktion oftmals nicht eindeutig ist, so ist ein primicerius bezeugt und ein Protodomesticos, der wohl mit der Verwaltung des Palastes vertraut war.

## Wirtschaft
Die Landwirtschaft war die wirtschaftliche Grundlage des nubischen Staats Makuria. Im ägyptischen Niltal ist das bebaubare Land links und rechts vom Nil relativ weit. Südlich des 1. Nilkataraktes gibt es dagegen nur selten ein vergleichbares Potential an Ackerland. Alle wichtigen Orte liegen in Gegenden, in denen sich auch etwas mehr Ackerland befindet und wo daher eine größere Bevölkerung ernährt werden konnte. Spätestens in nachchristlicher Zeit wurden in Nubien Saqia (Schöpfräder) eingeführt, die von einem Rind gedreht, größere Wassermengen auf höher gelegenes Land befördern konnten und damit größere Flächen nutzbar machten.
Von arabischen Autoren ist bekannt, dass Palmen, Wein, Bananen, Getreide und Zitronen angebaut wurden. Daneben wurden auch Schafe, Ziegen, Rinder und Schweine gehalten. Kamele sind zum Reiten genutzt worden. Fischfang war eine weitere wichtige Nahrungsquelle.

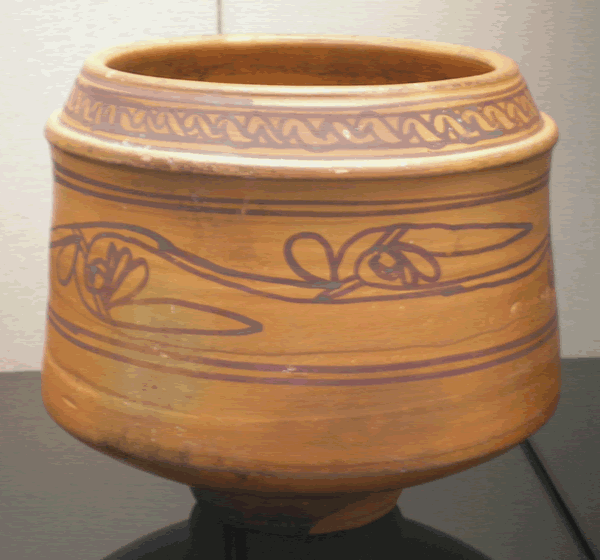
Nubisches Gefäß, aus Qasr Ibrim

Wichtige Handwerkszweige waren die Töpferei und wohl auch die Stoffproduktion.
Handel ist fast ausschließlich mit dem nördlich gelegenen Ägypten bezeugt, doch mag dies auch eine archäologische Lücke sein, da es im sonstigen Afrika nur wenig Ausgrabungsstätten gibt. Es wurden zahlreiche Güter nach Makuria importiert, vor allem gab es bei Assuan Töpfereien, die auch Unternubien mit Keramik versorgten. Als Exportgüter werden vor allem Sklaven, Gold und Naturalien genannt.
In Makuria wurde nie eine Geldwährung eingeführt. Der Tauschhandel blieb vorherrschend.